# Experimental Astronomy
Experimental Astronomy is een internationaal, aan collegiale toetsing onderworpen wetenschappelijk tijdschrift op het gebied van de astronomie.
Het wordt uitgegeven door Springer Science+Business Media.